# Erik Andreas Thomle
Erik Andreas Thomle, född den 16 april 1849 i Kristiania, död där den 12 augusti 1936, var en norsk arkivman och personhistoriker. Han var brorson till Iver Steen Thomle.
Thomle blev juris kandidat 1873, 1881 assistent i riksarkivet och 1886 arkivarie där. Han utgav Norske rigsregistranter (band X-XII, omfattande tiden 1650-1660; 1887-91), Norske herredagsdombøger (omfattande tiden 1578-1616; 1893-1911), Statholderskabets extraktprotokol af supplicationer og resolutioner 1642-1650 (1896-1906) och 1662-1669 (1910), Forhandlingsprotokol ført i regjeringsraadet og statsraadet mars til december 1814 (1899). Han var en av stiftarna av Samfundet for dansk-norsk genealogi og personalhistorie, författare till familjestamtavlor och Studenterne fra 1868 (1893).